# Boris Kolker
Boris Grigorevich Kolker (ros. Борис Григорьевич Колкер; ur. 15 lipca 1939 w Tyraspolu) – amerykański nauczyciel, językoznawca, tłumacz i zwolennik esperanto pochodzenia rosyjsko-żydowskiego. Członek Akademio de Esperanto.

## Życiorys
W 1985 został doktorem językoznawstwa w Instytucie Językoznawstwa Akademii Nauk ZSRR w Moskwie. Do 1993 był najpierw obywatelem ZSRR, później Federacji Rosyjskiej, a następnie został rezydentem i obywatelem Stanów Zjednoczonych.

### Praca doktorska
- Вклад русского языка в формирование и развитие эсперанто (The contribution of the Russian language to the emergence and development of Esperanto). - Moscow: USSR Academy of Sciences, Linguistic Institute, 1985. - 23 p. Synopsis of doctoral thesis in Russian language.

### Podręczniki
- Vojaĝo en Esperanto-lando. Perfektiga kurso de Esperanto kaj Gvidlibro pri la Esperanto-kulturo.  (Travels in Esperanto-Land. Proficiency Course in Esperanto and a Guidebook to Esperanto Culture).
- Lernolibro de la lingvo Esperanto. Baza kurso.. (Esperanto  textbook. Elementary course.)
- Esperanto en 16 tagoj. Ekspres-kurso.  (Esperanto in 16 days. Express-course.)
- Internacia lingvo Esperanto. Plena lernolibro. (International language Esperanto. Complete textbook.)